# St. Marys (Kansas)
St. Marys – miasto w Stanach Zjednoczonych, w stanie Kansas, w hrabstwie Pottawatomie.